# Sukodono (Tahunan)
Sukodono is een bestuurslaag in het regentschap Jepara van de provincie Midden-Java, Indonesië. Sukodono telt 5854 inwoners (volkstelling 2010).